# Benjamin Affleck
Benjamin Franklin „Ben” Affleck (ur. 1 marca 1869, zm. 13 lutego 1944) – amerykański biznesmen, który zajmował się przemysłem cementowym w Chicago. Wśród współpracowników i ówczesnych mieszkańców znany był jako człowiek, który z początku miał ciężkie życie, lecz stał się prezesem firmy cementowej Universal Portland.
Urodził się w Belleville w stanie Illinois, gdzie uczęszczał do szkół publicznych. Nie zyskał znaczącego wykształcenia wyższego. Jako młody człowiek przez cztery lata pracował w swoim mieście dla firmy Harrison Machine Works, po czym opuścił je dla pracy w American Express. W 1890, mając 21 lat, dołączył do Alton Terre Haute Railroad, gdzie pracował do 1896, kiedy to uzyskał posadę w firmie Illinois Steel Company. Dołączył tam jako mechanik, jednak szybko stał się menadżerem w departamencie cementu dzięki swoim umiejętnościom zarządzania pieniędzmi. W 1906 Illinois Steel Company zamieniło departament w samodzielną firmę. Affleck nadał był tam menadżerem aż do 1915 roku, kiedy stał się jej prezesem.
13 lutego 1944 Ben Affleck zmarł podczas odśnieżania chodnika przed swoim domem.